# Sanford (Alabama)
Sanford – miasto w Stanach Zjednoczonych, w stanie Alabama, w hrabstwie Covington. W roku 2023 miasto zamieszkiwały 264 osoby, a gęstość zaludnienia wynosiła 24,2 osoby/km².